# Culicoides perornatus
Culicoides perornatus är en tvåvingeart som beskrevs av Mercedes Delfinado 1961. Culicoides perornatus ingår i släktet Culicoides och familjen svidknott. Inga underarter finns listade i Catalogue of Life.